# Коремна хирургия
Коремна хирургия е медицинска специалност, в която се включват много и различни дейности, които варират от реанимацията, парентералното/ентерално хранене и хирургичното лечение на инфекции до сложни операции, извършвани от хирурзите в тази специалност.
Заболяванията, които се лекуват от специалисти в тази област са:
- Жлъчно-чернодробна система и панкреас
  - Холецистит – камъни в жлъчния мехур
  - Рак на панкреаса
  - Панкреатит
  - Кисти на панкреаса
  - Холедохолитиаза – камъни в жлъчните пътища
- Хранопровод, стомах, дванадесетопръстник
  - Язва на стомаха и дванадесетопръстника
  - Рак на хранопровода
  - Рак на стомаха
- Хернии на предна коремна стена и диафрагма
  - Вентрална херния
  - Ингвинална херния
  - Хиатална херния
- Дебело и право черво
  - Рак на дебелото черво
  - Рак на правото черво
- Анус и перианално пространство
  - Хемороидална болест
  - Анална фисура
  - Анална фистула
- Тумори на надбъбречната жлеза